# 玉龙坝镇
玉龙坝镇，是中华人民共和国贵州省毕节市纳雍县下辖的一个乡镇级行政单位。
2015年9月29日，贵州省人民政府批复同意撤销老凹坝乡建制，设置玉龙坝镇。撤乡设镇后，行政区域和政府驻地不变。

## 行政区划
玉龙坝镇下辖以下地区：
街上村、安家寨村、坝子村、仓边村、大河湾村、德黑村、高坡田村、果几盖村、何家院村、化磋窝村、老街村、乐兴村、龙场村、平寨村、水淹坝村、唐家坝村、新厂村、新街村、新良村、新坡村、新山村、新湾村、岩脚村和箐脚村。